# BLONDE (アルバム)
『BLONDE』（ブロンド）は、山下久美子の9thスタジオ・アルバムで、1985年11月21日に日本コロムビアから発売された。

## 概要
前作から約10か月ぶり、1985年にリリースされた2枚目のアルバムである。
本作には後に山下の作品にプロデュース、ギターとして参加することとなる布袋寅泰が全面的に参加している。サウンドプロデュースを担当した吉田建が布袋にオファーしたことが参加の経緯である。本作でのレコーディングが馴れ初めとなり、この年12月24日に結婚発表し、翌1986年1月に入籍することとなる(1997年に離婚)。

## 収録曲

### SIDE A
| #         | タイトル                   | 作詞                   | 作曲       | 編曲                                   | 時間  |
| --------- | -------------------------- | ---------------------- | ---------- | -------------------------------------- | ----- |
| 1.        | 「3度目のハートブレイク」  | 竹花いち子             | 村松邦男   | 吉田建                                 | 4:15  |
| 2.        | 「Living together」        | 川村真澄               | 村松邦男   | 吉田建                                 | 4:52  |
| 3.        | 「スローナンバーのあとで」 | 竹花いち子             | 亀井登志夫 | 吉田建 ストリングス・アレンジ:国吉良一 | 4:48  |
| 4.        | 「ナイフの香り」           | 竹花いち子             | 村松邦男   | 吉田建                                 | 5:18  |
| 5.        | 「SWEET PAIN」             | あさくらせいら・Kumiko | 有賀啓雄   | 吉田建                                 | 5:27  |
| 合計時間: | 合計時間:                  | 合計時間:              | 合計時間:  | 合計時間:                              | 24:40 |

### SIDE B
| #         | タイトル                   | 作詞       | 作曲       | 編曲                                   | 時間  |
| --------- | -------------------------- | ---------- | ---------- | -------------------------------------- | ----- |
| 1.        | 「サイド・カーに眠れない」 | 川村真澄   | 村松邦男   | 吉田建                                 | 5:05  |
| 2.        | 「彼女の暗闇」             | 川村真澄   | 有賀啓雄   | 吉田建                                 | 4:17  |
| 3.        | 「星になった嘘」           | 竹花いち子 | 亀井登志夫 | 吉田建 ストリングス・アレンジ:国吉良一 | 6:30  |
| 4.        | 「夜遊びの記憶」           | 竹花いち子 | 大沢誉志幸 | 吉田建                                 | 4:54  |
| 5.        | 「Color my life」          | 川村真澄   | 吉田建     | 吉田建                                 | 4:57  |
| 合計時間: | 合計時間:                  | 合計時間:  | 合計時間:  | 合計時間:                              | 25:43 |

## 楽曲解説

### SIDE A
1. 3度目のハートブレイク
2. Living together
  - コーラスに吉川晃司が参加している。
3. スローナンバーのあとで
4. ナイフの香り
5. SWEET PAIN

### SIDE B
1. サイド・カーに眠れない
2. 彼女の暗闇
3. 星になった嘘
  - 先行シングル。アルバムバージョンとして収録されている。
4. 夜遊びの記憶
5. Color my life

## 参加ミュージシャン
Sound Produced by 吉田建
- Drums：上原裕, 山木秀夫
- Bass：吉田建
- Guitar：布袋寅泰, 柴山和彦, 村松邦男
- A-Guitar：吉田建
- Keyboards：国吉良一, 丸尾めぐみ
- Computer Programming：松武秀樹
- Chorus：山下久美子, 吉川晃司, 町支寛二, EVE, 斎藤誠
- Tambourine：今野多久郎
- Hones
  - Sax：矢口博康, JAKE H. CONCEPCION
  - Trumpet：数原晋, 武川雅寛
- Strings
  - Cello：渡辺等
  - Violin：武川雅寛
  - KATO JOE STRINGS